# Nick Suzuki
Nick Suzuki (London, Ontario, 10 de agosto de 1999) apodado Zukes o Slick Nick, es un jugador profesional canadiense de hockey sobre hielo que se desempeña en la posición de centro en Montreal Canadiens, equipo de la National Hockey League (NHL).

## Carrera
Fue seleccionado en la primera ronda en la NHL Entry Draft de 2017. En 2019 hizo su debut profesional con el equipo Montreal Canadiens, donde lleva jugando cinco temporadas.